# پل سلطان عبدالحلیم معظم شاه
پل سلطان عبدالحلیم معظم شاه یا پل دوم پنانگ  (بزرگراه ۲۸) یک پل عوارضی راه دوبانده در ایالت پنانگ، مالزی است. این پل بندر کاسیا در سبرانگ پرای، بخش دیگر ایالت در سرزمین اصلی شبه جزیره مالایی، را به باتو مائونگ در جزیره پنانگ متصل می‌کند. این پل بعد از پل پنانگ دومین پل ارتباطی بین جزیره و سرزمین اصلی است.
درازای کل پل ۲۴ کیلومتر (۱۵ مایل) با درازای روی آب ۱۶٫۹ کیلومتر (۱۰٫۵ مایل) است که باعث شده تا درازترین پل مالزی و دومین پل دراز در جنوب شرقی آسیا گردد. شرکت مهندسی بندر چین (CHEC) که پیمانکار اصلی پل دوم بود، شروع ساخت را نوامبر سال ۲۰۰۷ و پایان پروژه را سال ۲۰۱۱ پیش‌بینی نموده بود، ولی تکمیل پل ابتدا به مه سال ۲۰۱۲ انتقال یافت و بعد دوباره به فوریه سال ۲۰۱۴ به تعویق افتاد.

## پیشینه
احداث
بعد از چند ماه کار خاک‌شناسی و آزمایش شمع بندی، شرکت مهندسی بندر چین (CHEC) و شرکت دولتی ساخت و ساز مالزیایی (UEM) اعلام نمودند، پروژه تا سال ۲۰۱۱ به پایان می‌رسد. انتظار بر این بود که کار احداث پل در ژوئیه سال ۲۰۰۸ آغاز گردد.